# Oniferi
Oniferi (sardisk: Onièri) er en by og en kommune (comune) i provinsen Nuoro i regionen Sardinien i Italien. Byen ligger i 478 meters højde og har 902 indbyggere (2016). Kommunen har et areal på 35,67 km² og grænser til kommunerne Benetutti, Bono, Orani og Orotelli.